# Curium(III)oxide
Curium(III)oxide is een anorganische verbinding van curium, met als brutoformule Cm2O3. De stof komt voor als een kleurloze tot lichtbruine vaste stof. Curium(III)oxide is radioactief.

## Synthese
Curium(III)oxide kan bereid worden door thermolyse van curium(IV)oxide in vacuüm en bij 600 °C:
{\displaystyle {\ce {4CmO2 ->[{\ce {\Delta T}}] {2Cm2O3}+ O2}}}
Een alternatieve methode is de reductie van curium(IV)oxide met waterstofgas bij een temperatuur tussen 700 en 1055 °C:
{\displaystyle {\ce {2CmO2 + H2 -> Cm2O3 + H2O}}}

## Kristalstructuur
Curium(III)oxide komt voor als 3 kristalvormen. De α-vorm kristalliseert uit in een hexagonale structuur en behoort tot ruimtegroep P3m1. De parameters van de hexagonale eenheidscel zijn:
- a = 380 pm
- c = 599 pm

Bij hogere temperatuur (meer dan 800 °C) treedt overgang naar de monokliene structuur (de β-vorm) op. De parameters van de monokliene eenheidscel zijn:
- a = 1428,2 pm
- b = 365,2 pm
- c = 890,0 pm
- β = 100,31 ± 0,05°

Daarnaast is ook een γ-oxide bekend, dat een kubische kristalstructuur bezit (met als lengte van de eenheidscel a = 1100 pm). Het behoort tot ruimtegroep Ia3.

## Toepassingen
Curium(III)oxide wordt hoofdzakelijk gebruikt bij de synthese van andere curiumverbindingen, meestal door reactie met zuren. Zo levert de reactie met waterstofchloride bij 400–600 °C curium(III)chloride:
{\displaystyle {\ce {{Cm2O3}+ 6HCl ->[{\ce {\Delta T}}] {2CmCl3}+ 3H2O}}}